# تپه سفید آب
تپه سفید آب مربوط به دوران پیش از تاریخ ایران باستان است و در شهرستان کاشان، بخش مرکزی، روستای فین بزرگ واقع شده و این اثر در تاریخ ۱۹ اسفند ۱۳۸۰ با شمارهٔ ثبت ۴۸۵۱ به‌عنوان یکی از آثار ملی ایران به ثبت رسیده است.